# Marguerite Baulu
Pour les articles homonymes, voir Baulu.
Marguerite Baulu (née le 23 juin 1870 à Schaerbeek, Bruxelles, et morte le 1er juin 1942 à Rambouillet) est une femme de lettres et romancière belge de langue française.

## Biographie
Fernande Léontine Marguerite Baulu est née à Schaerbeek, au n° 135 de la rue Rogier, le 23 juin 1870. Son père, Jean Emile Baulu, qualifié de propriétaire, né à Beaufort (France) en 1824 et domicilié à Cornillé, veuf d'Henriette Renard, avait épousé en secondes noces à Bruxelles en 1866 Henriette Debaise, née à Bruxelles en 1842.
Marguerite Baulu est diplômée de l’École normale des régentes.
Elle écrit plusieurs romans dont l’un des plus connus est La Bataille de l’Yser, récit historique sur la Grande Guerre, dans lequel elle relate ses propres expériences quotidiennes au milieu des « Poilus ».
Elle écrit son premier roman, Modeste Autome, en 1911. Ce roman évoque une jeune orpheline qui passe son enfance dans un couvent et qui se voit ensuite confrontée à une vie bien différente, dans les Marolles à Bruxelles. Avec beaucoup de sensibilité, l'héroïne du roman arrivera à trouver sa place dans cette société d'un quartier populaire peu avant la Grande Guerre. Ce roman figure parmi les finalistes du prix Goncourt et obtiendra, en Belgique, le prix Auguste Beernaert. Cet ouvrage a été réédité récemment.
En 1925, Marguerite Baulu reçoit le prix du Syndicat des Romanciers français pour son roman Boulle et sa fille. Cette oeuvre est la biographie, d'après des documents authentiques mais romancée, de l'ébéniste de Louis XIV André-Charles Boulle et de sa fille, une âme douce et aérienne comme son nom, qui aide son père à supporter les continuels tracas de leurs créanciers et de la prévôté parisienne hargneuse.
Elle fonde, en 1908, l’Œuvre des fêtes dans les hôpitaux.

## Ses œuvres
- L'Abbaye des dunes, roman, Paris, Plon-Nourrit, 1914, in-16, 290 p.
- Boulle et sa fille, roman, Paris, Plon-Nourrit, 1925, in-16, 290 p.
- Modeste Autome, roman, Paris, A. Leclerc, 1911, 317 p., réédité , Uccle, Belgique, Éditions Névrosée, 2019, 248 p.  (ISBN 978-2-931048-18-4)
- La Bataille de l'Yser, réédité La Retraite d'Anvers et la bataille de l'Yser, préfacé par Émile Vandervelde, Paris, Perrin & Cie, 1918, 363 p.